# Douglas 2229
Модель 2229 компании Douglas Aircraft Company была проектом сверхзвукового пассажирского самолёта, начатого в качестве частной инициативы. Были созданы макеты кабины и модели для продувки в аэродинамической трубе. После изучения проекта специалисты Douglas пришли к заключению, что проект будет экономически нерентабельным, и отклонили предложение участвовать в Национальной программе сверхзвукового транспорта, объявленной в 1963 году.

## История проекта
На протяжении 1950-х годов были сделаны значительные шаги по разработке и пониманию аэродинамики сверхзвукового полёта. Они позволили вплотную подойти к созданию самолёта, способного осуществлять длительный полёт на высоких значениях Маха. Разработка новых двигателей, воздухозаборников, нового (дельтавидного) крыла и освоение новых материалов (титана и нержавеющей стали) позволили решить множество проблем, с которыми столкнулись пионеры сверхзвуковых полётов. К концу 1950-х годов США разрабатывали два самолёта, способных выполнять длительный полёт на сверхзвуковой скорости — Lockheed A-12 и B-70 Valkyrie, а Великобритания разрабатывала самолёт Avro 730.
Концепция пассажирского сверхзвукового самолёта казалась логичным развитием существующих машин — пассажирская авиация все стремилась летать «быстрее и дальше». Однако на сверхзвуковых скоростях подъёмная сила действует несколько иначе, чем на дозвуковых и всегда теряет в эффективности. Дозвуковые самолёты того времени имели аэродинамическое качество около 19, в то время как даже наиболее хорошо проработанные сверхзвуковые схемы едва дотягивали до 9. Для военных самолётов это не представляло серьёзной проблемы, поскольку главным фактором являлась скорость, однако пассажирский самолёт расходовал бы вдвое больше топлива на перевозку того же количества пассажиров, что негативно влияло на эксплуатационные затраты. Для компенсации возросших расходов сторонники сверхзвуковой пассажирской авиации предлагали увеличивать цену билетов в обмен на значительное снижение времени полёта до пункта назначения. Такой подход делал бы этот сегмент перевозок привлекательным для богатых пассажиров. Кроме того, теоретически большая скорость позволяет сократить количество самолётов, потребных для перемещения одинакового количества пассажиров по одному маршруту.
К началу 1960-х годов сразу несколько компаний показали модели и макеты сверхзвуковых пассажирских самолётов, однако за большинством из них не стояла серьёзная научная проработка. Однако в то время сверхзвуковая пассажирская авиация казалась естественным следующим шагом в развитии транспорта.

## Проект 2229
Как и другие авиационные компании, Douglas с конца 1950-х годов рассматривал концепцию сверхзвукового пассажирского самолёта. После предварительной проработки компания пришла к неутешительным результатам. В одном из предложенных вариантов единственным свободным местом на борту для топлива было пространство внутри фюзеляжа, что привело к появлению карикатуры, на которой пассажиры сидели погруженными в топливо в скафандрах под надписью «Не курить!».
Однако по мере развития рыночной идеи сверхзвуковых пассажирских перевозок Douglas начал работать над проектом 2229, который стал первым серьёзным подходом к этой концепции. Проект 2229 основывался на разработках, применённых в проекте B-70, но использовал крыло другой формы. На B-70 применялось высокорасположенное крыло, использующее компрессионную подъёмную силу, создаваемую носовой частью и воздухозаборниками двигателей, однако такая концепция была неприемлема для пассажирских самолётов, в которых фюзеляж располагался над крылом для улучшения обзорности и облегчения погрузочно-разгрузочных работ. Дельтавидное крыло было очень длинным, лишь немногим короче фюзеляжа.
Четыре двигателя располагались в 25-метровом отсеке под крылом, как на B-70. В проекте Douglas на воздухозаборники двигателей должны были устанавливаться конусы, в отличие от B-70, где применялся один сплиттер. После воздухозаборников воздух проходил через один большой канал с варьирующимся профилем, позволяющим замедлять поток до дозвуковых скоростей. Затем поток снова разделялся на четыре канала, ведущих к двигателям. Шасси убирались в нишу рядом с каналом воздухозаборников.
Некоторые наработки были непосредственно позаимствованы у B-70. На высоких скоростях крайние 6-метровые сегменты обоих крыльев отклонялись книзу для повышения компрессионной подъёмной силы, хотя и на гораздо меньший угол, чем на B-70, где отклонение достигало 75 градусов.

## Национальный проект сверхзвукового самолёта
К началу 1963 года начались попытки объединить усилия Bristol и Sud Aviation в единый проект. Национальная гордость и поддержка руководителей страны делали эти попытки осуществимыми, и к середине 1963 года стало понятно, что такое слияние произойдёт. Приблизительно в то же время стало известно, что СССР начал разработку собственного сверхзвукового пассажирского самолёта.
Это вызвало серьёзную озабоченность в США. Несмотря на то, что все расчёты показывали нерентабельность эксплуатации таких самолётов, политические соображения требовали пренебречь экономическими показателями. К весне 1963 года Федеральное управление гражданской авиации США активно разрабатывало концепцию развития сверхзвукового пассажирского транспорта, а заявление PanAm о размещении заказов на Concorde в мае того же года окончательно решило судьбу программы. Официально о ней было объявлено 5 июня 1963 года.
К этому времени проект 2229 перешёл в стадию рабочего проектирования. Максимальная взлётная масса 100-местного самолёта составили приблизительно 200 тонн, больше, чем у Boeing 707 при меньшей на 20 % пассажировместимости. Поскольку эксплуатационные расходы определяются удельным расходом топлива, такие цифры не вдохновили проектировщиков.
Маркетинговый отдел также не был в восторге. Согласно отчету Стэнфордского исследовательского института, рынок таких самолётов составит всего 325 машин при условии, что они будут использоваться на всех маршрутах протяженностью более 1000 миль (ок. 1800 км). Их собственные расчёты, предполагающие, что сверхзвуковые самолёты будут использоваться только на маршрутах с высоким пассажиропотоком, снизили эту цифру до 151. Douglas ещё только предстояло окупить затраты на запуск в серию модели DC-8, и, несмотря на заказы на 200 машин, у компании были сомнения в общей окупаемости программы.

## Выход Douglas из конкурса
26 августа 1963 года Дональд Дуглас младший написал письмо главе FAA Наджибу Халаби, в котором сообщил, что компания не будет выставлять модель 2229 для участия в национальной программе. В этом письме Дуглас заявил, что основными причинами отказа являются проблемы с освоением новых моделей DC-8 и DC-9 и участие в различных военных проектах, которые не оставили им незанятых инженерных ресурсов.
В результате победителем конкурса стал проект Boeing 2707.